# Sinfonía n.º 53 (Haydn)

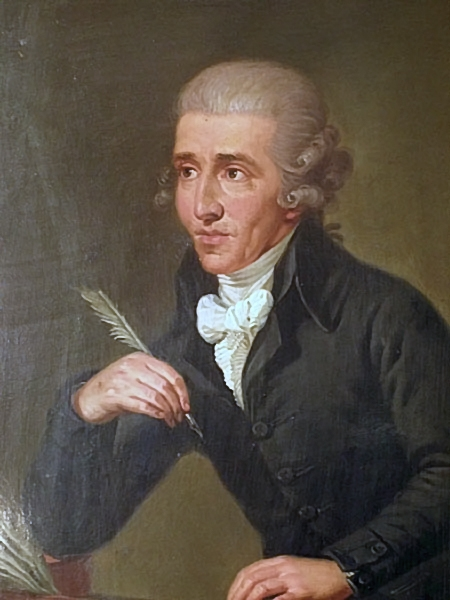
Haydn hacia 1770.

La Sinfonía n.º 53 en re mayor, Hob. I:53, también conocida como La imperial o L'Impériale, fue compuesta por Joseph Haydn en algún momento entre 1777 y 1779.

## Historia
La producción sinfónica del maestro austríaco puede dividirse a grandes rasgos en tres bloques temporales: el primer bloque (1757-1761) se corresponde con su periodo al servicio del conde Carl von Morzin (n.º 1 - n.º 5); el segundo bloque en la corte Esterházy (1761-1790 pero con la última sinfonía para el público de Esterházy en 1781); y el tercer bloque (1782-1795) comprende las Sinfonías de París (n.º 82 - n.º 87) y las Sinfonías de Londres (n.º 93 - n.º 104). El 1 de mayo de 1761 el compositor firmó su contrato como vice-kapellmeister (más tarde kapellmeister) de la familia Esterházy, que nominalmente duró 48 años, hasta su muerte.
La composición de esta pieza se desarrolló en algún momento entre 1777 y 1779. Antiguamente se databa en 1774 pero los expertos recientemente han refutado esta fecha. El sobrenombre La imperial o L'Impériale, como los de otras sinfonías de Haydn, no proviene del propio compositor sino que surgió a principios del siglo XIX.

## Instrumentación
La partitura está escrita para una orquesta formada por:
- Viento madera: 1 flauta, 2 oboes y 1 fagot.
- Viento metal: 2 trompas (en do alto).
- Cuerda: una sección de cuerdas con 2 violines, viola, violonchelo y contrabajo.
- Teclado: clavecín como bajo continuo.

En aquella época se solía emplear un fagot para amplificar la voz del bajo, incluso sin una notación separada. En cuanto a la participación del clavecín como bajo continuo en las sinfonías de Haydn existen diversas opiniones entre los estudiosos: James Webster se sitúa en contra; Hartmut Haenchen a favor; Jamie James en su artículo para The New York Times presenta diferentes posiciones por parte de Roy Goodman, Christopher Hogwood, H. C. Robbins Landon y James Webster. A partir de 2019 la mayor parte de las orquestas con instrumentos modernos no utiliza el clavecín como continuo. No obstante, existen grabaciones con clavecín en el bajo continuo realizadas por: Trevor Pinnock (Sturm und Drang Symphonies, Archiv, 1989-1990); Nikolaus Harnoncourt (n.º 6–8, Das Alte Werk, 1990); Sigiswald Kuijken (incluidas las Sinfonías de París y Londres; Virgin, 1988-1995); Roy Goodman (Ej. n.º 1-25, 70-78, 82-87; Hyperion, 2002).

## Estructura y análisis
La sinfonía consta de cuatro movimientos:
- I. Largo maestoso 3
4 – Vivace, en re mayor 2
2
- II. Andante, en la mayor 2
4
- III. Menuet – Trio, en re mayor 3
4
- IV. Finale. Capriccio: Moderato / Presto / Presto, en re mayor 2
2

La interpretación de esta obra dura aproximadamente entre 20 y 25 minutos. Después de sus sinfonías altamente creativas y dramáticas creadas entre 1771 y 1774, el siguiente período de Haydn, hasta aproximadamente 1784, está marcado por muchas obras conservadoras y, de hecho, menos creativas. La Sinfonía n.º 53 es, de hecho, un pastiche de piezas compuestas por separado de períodos anteriores y existe al menos en tres versiones diferentes. Para complicar aún más la historia, no está muy claro cuándo se compuso la obra puesto que la temprana fecha de 1774 ha sido prácticamente refutada por los eruditos modernos. La mayoría está de acuerdo en que una buena fecha aproximada para la obra tal como existe en forma sinfónica es hacia 1780.

### I.Largo maestoso – Vivace
El primer movimiento, Largo maestoso – Vivace, está escrito en la tonalidad de re mayor, en compás de 3/4 que en el Vivace pasa a 2/2 y sigue la forma sonata. El movimiento de apertura es decididamente insípido, en lugar del conspicuo dramatismo del estilo Sturm und Drang. Se abre con una introducción lenta, marcada Largo maestoso, que no está claro cuándo se añadió, aunque es razonable suponer que fue después de completar el resto del movimiento. El movimiento propiamente dicho, marcado Vivace, según Nemesio Valle es relativamente aburrido en términos de forma u orquestación. Aun así contiene una enorme densidad temática. El motivo inicial y una variación de su inversión proporcionan la base melódica de todo el movimiento. Incluso el segundo tema es una variación velada de dicho motivo. Un fraseo de cuatro compases inusualmente consistente, es enfatizado aún más por el ritmo armónico lento, debido a la construcción triádica del motivo principal. Quizás esto implique una asociación con la música escénica, como sabemos que es el caso del Finale. Este inusual fraseo persiste no sólo en el segundo tema, cuando el tema principal se transfiere al bajo con una activa contramelodía de corcheas por encima, sino que también, de manera más sorprendente, a lo largo de la primera parte del desarrollo. El desarrollo se acaba volviendo contrapuntístico, se acelera si esto no es una exageración interpretativa para unidades de dos compases. Por último, en un maravilloso pasaje de "animación suspendida" el motivo principal conduce cromáticamente, bajo los vientos mantenidos, de regreso a la recapitulación. En la recapitulación Haydn modula sutilmente hasta una tonalidad remota y proporciona una orquestación exuberante, tal vez para enmendar la seca apertura.

### II.Andante
El segundo movimiento, Andante, está en la mayor y en compás de 2/4. Adopta una forma de variación doble que empieza y acaba en la mayor, con un segundo tema en la menor. Está basado en una antigua canción francesa, técnica que utilizó en otras sinfonías "pastiche". Aunque está bien construido en términos de forma, en palabras de Valle le falta desarrollo. Según Webster, aunque el tema suena como si Haydn pudiera haberlo adaptado de una melodía popular, no se ha localizado ningún modelo y lo más probable es que él propio Haydn lo haya escrito. Representa todo su mundo, en el que la aparente sencillez esconde un gran arte. Presenta una textura simple, un período doble sencillo, 8+8 compases; cada subperiodo es dividido en 4+4 compases mediante semicadencias, y además en 2+2+2+2 compases por las subfrases constantes de dos compases, siempre con el mismo motivo. Cada subfrase es diferente a todas las demás; además, en el segundo subperiodo el acompañamiento se transforma silenciosamente en algo sincopado, cromático y legato, lo cual conduce a un clímax distinto pero discreto. En conjunto, el movimiento es un ejemplo temprano de lo que se convirtió en la forma de movimiento lento favorita de Haydn: variaciones dobles que alternan versiones mayores y menores de temas relacionados.

### III.Menuet– Trio
El tercer movimiento, Menuet – Trio, está en re mayor y en compás de 3/4. Este movimiento está en cierto modo vinculado al primero. Está bien construido aunque es bastante discreto. De nuevo el maestro austríaco no puede reprimir su voz creativa. En el minueto la segunda parte "se cierra" de forma característica en una cadencia rota, tras la cual se incluye un atrevido deslizamiento cromático sobre un pedal de dominante que prepara el florecimiento final. De esta manera, entra y sale de regiones armónicas con sorprendente rapidez, lo que contrasta directamente con el resto relativamente estable del movimiento.

### IV.Finale. Capriccio: Moderato / Presto / Presto
El cuarto y último movimiento, Finale. Capriccio: Moderato / Presto / Presto, retoma la tonalidad inicial y el compás es alla breve. Del Finale se conservan tres versiones distintas:
- Versión A (Capriccio: Moderato): El Finale original, aunque cronológicamente es el último, fue construido de manera tosca y su atribución a Haydn es espuria, ya que es marcadamente diferente a cualquier otro movimiento compuesto por él, combinado con un carácter melódico y armónico relativamente débil. Su tema principal es una elaborada construcción de dos partes: a | b | a, con una modulación a la dominante en 'b'; su curso aparentemente plácido se ve desmentido por la frase de cinco compases en 'a'. El movimiento en su conjunto es una forma ternaria de gran escala, con la sección media en la tónica menor; Comienza con el mismo motivo, pero pronto sigue su propio camino, con una extraña melodía "quejumbrosa" en la primera cadencia, una sección de casi desarrollo (que en un momento recuerda el primer movimiento de la Sinfonía Júpiter de Mozart) y una retransición muy larga basada en el motivo principal. La repetición se amplía de manera considerable en el cierre.[2]

- Versión B (Presto): El Finale más común, que es cronológicamente anterior, puede haber sido originalmente el movimiento de apertura, y es casi seguro que se usó en 1777 como obertura independiente para una ópera desconocida que empezaba en do mayor. Truncó los últimos doce compases para concluir en re mayor. Además, existe en no menos de tres formas distintas, dos de las cuales se encuentran en manuscritos separados para esta sinfonía. Como el movimiento más fuerte de esta abigarrada sinfonía, esta sección es de naturaleza vivaz y se usó en una versión ligeramente diferente en la Sinfonía n.° 62. L. P. Burstein se dio cuenta del uso de Haydn del acorde de VII♯ y la progresión de los acordes de VII♯ → V en el cuarto movimiento en la versión B.[9] Según Webster, esta versión confirma sus orígenes como obertura por su bulliciosa actividad, salvo en el segundo tema, su falta de repeticiones internas y su largo desarrollo secuencial.[1]

- Versión C (Presto): Existe un tercer Finale que al parecer se publicó en vida de Haydn. Se trata de una pieza que realmente no tiene mérito. El musicólogo H. C. Robbins Landon ha postulado que Haydn no compuso esta versión, sino que lo hizo otro compositor bajo encargo de la editorial Sieber. No obstante, algunas grabaciones posteriores a la Segunda Guerra Mundial lo utilizan a pesar de su insípido contenido melódico, armónico y formal. La edición Eulenburg editada por Robbins Landon, incluye ambos Finales (B y C).[10] La partitura autógrafa del segundo Finale no tenía partes de flauta o timbales, por lo tanto Robbins Landon las tomó de la edición Hummel. Para las partes de timbales hay redobles anotados con la indicación "tr" de trino y una línea ondulada, algo que no ocurre en ninguno de los otros movimientos excepto en la edición de Robbins Landon de fe de erratas en el compás 16 del primer movimiento.